# Aproaerema
Aproaerema é um gênero de traça pertencente à família Agonoxenidae.